# Michele DeJuliis
Michele DeJuliis (Baltimore, ?) es una quinesióloga, policía y exjugadora estadounidense de lacrosse femenino que se desempeñaba como delantera. Fue internacional con las Eagles de 1994 a 2009.

## Biografía
Se recibió de Licenciada en Quinesiología en la Universidad Estatal de Pensilvania, destacando en el equipo Penn State Nittany Lions y siendo reconocida como All-American en cuatro años consecutivos.
Actualmente es Director ejecutivo de la competencia Women's Professional Lacrosse League, que fundó en 2018.

## Selección nacional
Representó a su país durante 15 años, liderando a la victoria en el Campeonato Mundial de Lacrosse Femenino de Praga 2009 como capitana del seleccionado.

### Participaciones en Copas del Mundo
| Mundial                                   | Sede         | Resultado   |
| ----------------------------------------- | ------------ | ----------- |
| Copa Mundial de Lacrosse Femenino de 1997 | Tokio        | Campeona    |
| Copa Mundial de Lacrosse Femenino de 2001 | High Wycombe | Campeona    |
| Copa Mundial de Lacrosse Femenino de 2005 | Annapolis    | Subcampeona |
| Copa Mundial de Lacrosse Femenino de 2009 | Praga        | Campeona    |